# 阿部俊幸
阿部 俊幸（あべ としゆき）は、朝日新聞の記者。1992年、青森支局に赴任し、その後。秋田総局長を経て、東京本社「声」編集長。

## 声編集長として
声編集長就任以降、日本は安倍政権の下で右翼化し、軍国主義になろうとしている、戦前の道を歩んでいるとする投書を掲載し続けている。領土に関しては「領土問題」と書き（日本政府は領土問題は存在しないとする立場）、竹島の領有権放棄、尖閣の国有化反対・日中共同管理を唱え、2013年参院選挙では「ねじれ」状態の継続をよしとし、安倍自民党政権のアベノミクスや日本国憲法第9条第2項の改正には、一貫して反対する投書を掲載している。また東京都教育委員会などが公立学校の卒業式などで日の丸・君が代の掲揚・斉唱時に起立・斉唱しない教職員組合の教員を処分していることも批判している。2020年東京五輪の誘致にも反対し、ライバル都市のイスタンブールに譲り、震災復興を優先せよ、とする投書を掲載し続けている。

### 尖閣・竹島
- 2012年9月14日「尖閣、日中台で共同開発を」
- 同9月14日「日本という組織の暴走が心配」（要旨：私が心配しているのは日本全土が領土問題を力ずくで解決することが正義と主張する巨大な組織になってしまうことだ）
- 同9月14日「謝罪・補償で不信拭うべきだ」（要旨：日本政府は尖閣諸島の国有化などで対立を煽らず、日本の侵略行為で傷ついたアジアの人々に国として正式に謝罪と補償を行うべきだ）
- 同9月29日「尖閣諸島を日中友好特区に」（要旨：日本が国有化にこだわり続ければ両国関係は改善されない…尖閣諸島を日中友好特区とし、漁も両国の漁民が自由にできるようにしてはどうか）
- 同10月2日 「尖閣を共同管理の観光地に」
- 同10月2日 「武士の心性か、町人国家か」（要旨：尖閣諸島国有化は中国の大きな反発を買い日中関係は最悪となった。紛れもなく石原都知事の購入計画が導火線だ）
- 同10月19日「日本は実を収穫時期なのに」（人民日報海外版日本月刊編集長。要旨：日本政府はいま、なぜ大きな利益を顧みず、一つのことに拘り、中国と対立しているのか。自ら招いたことで市場を壊した）
- 同10月26日「あの島々の名を渾沌諸島に」（要旨：日本は尖閣諸島の国有化を放棄し、渾沌諸島と名付け、両国で共同管理すべき）
- 同11月1日「日本は竹島の領有権放棄を」（要旨：日本が領有権の主張を放棄すれば...日韓関係は飛躍的に好転する）（同じ投稿者が「復興までリニア建設の凍結を」も投稿している）
- 同11月10日「尖閣諸島、資源分け合う道も」（要旨：中国や台湾の過激な反応をみると「日本固有の領土」との主張はいったん取り下げた方がいいだろう）
- 同11月15日「領土問題 積善余慶の精神で」（要旨：日本人は師、先輩である中国にもっと感謝と尊敬の念を表してもいい…尖閣諸島問題で政府は国際法に基づいた解決を目指すというが…国境線を強く意識することが賢明な選択とは思えない。法を超越した英断が必要）
- 2013年2月28日「日韓友好の絆の島に 竹島問題」（日本が竹島の領有権の主張を放棄すれば、経済や文化などの日韓関係が飛躍的に発展する。平穏に推移した竹島問題が急遽浮上したのは05年、竹島の日が出来てからだ）
- 同7月9日「尖閣問題 少数意見も尊重を」（要旨：鳩山氏の発言は軽率だが、ある意味では日本の成熟を示すもの…批判を浴びながらも自説を述べる鳩山氏は稀有な存在…それを許容する度量を示したい）

### 憲法・外交・安全保障
- 2012年
  - 9月12日｢自衛隊の個人情報収集に異議｣
  - 9月28日「憲法の平和主義の危機を憂う」
  - 10月4日「9条命をかけて守らねば」
- 2013年
  - 4月25日「憲法を守る、が要綱違反とは」（要旨：室蘭市に「憲法を守る自治体行政を応援する」というバナー広告を申し込んだら拒まれた。憲法順守義務がある公務員が、現憲法を守ることを「政治的主張」と見なすのは問題がある）
  - 4月27日「今は改憲を論じる時ではない」
  - 4月29日「国防軍構想 自民のおごり」（要旨：日本を復興させ、国際社会の一員として平和を構築してきたのは平和憲法）
  - 6月30日「神聖な富士山への砲撃やめて」（要旨：自衛隊の東富士演習場で、戦車や大砲が富士山に向かって砲弾を打ち込む音で地面が揺れます。富士山を撃ってよいはずがありません。神聖な山を守ってください）
  - 5月3日「改憲による自由侵害を恐れる」（同じ投稿者が「言論の自由こそが平和維持の道」(2008/12/4)、「戦争への道開く秘密保護法案」(9/26)も投稿）
  - 5月16日「外交努力で平和を築くべきだ」
  - 5月16日「戦争しなければ全てうまくいく」
  - 5月18日「9条改正は外国人にも不安」（要旨：北朝鮮から子供と来て4年経つが、日本行きを知った小学生の子供が「怖い国には行かない」と泣きながら強く抵抗した。子供は北朝鮮で日本植民地下の残酷さをテレビや学校で見聞きしていた）
  - 8月29日「平和憲法を今後とも守ろう」（憲法を変え戦争を可能にしようとする動きがある。改憲でナチ政権に「手口を学んだら」とか、内閣法制局長官を代えるとか、姑息な手段で…）
  - 9月2日「自衛権問題、強盗の例えは変」（集団的自衛権について「隣家に強盗が入って殺されそうだが、パトカーがすぐ来ないかもしれないので隣人を守る」との例えは不適切…かつて非武装中立論議で自衛隊容認派は「どの家でも鍵をかける」と反対派を非難した論法と酷似している。外交努力せず憲法解釈変更での改正は諸外国を挑発している）
  - 9月3日「戦前の情報操作、復活するのか」（安倍政権は「内閣情報局」を設ける…中身も名称もぞっとした。憲法改正で国防軍を持とうとするなど、軍国主義を願っているように思えてならない。自民党の「日本を取り戻す」は、68年前までに戻ろうを意味しているとしか見えない）
  - 9月5日「日本国憲法掲げて平和に貢献 」
  - 9月5日「他者のための正当防衛に違和感」
  - 9月5日「現実が不戦憲法を裏切った」
  - 9月19日「秘密法案で、知る権利細る」（共産党系の高教組と旧社会党系教組の共闘会議所属元教員による投稿）（同じ投稿者が「朝鮮学校も無償化を」(2010/3/2)、「君が代で訓告は教員の誇り」(2011/3/10)、「元慰安婦の証言こそ証拠」(2013/9/29)も投稿）
  - 9月21日「秘密保護法案に戦時中を連想」（同じ投稿者が「レジームは戦前連想する」(2012年5月25日)、「戦争知らぬ世代が動かす日本」(5月18日)、「どうしても空しい今回の参院選」(7月19日)も投稿）
  - 9月21日「集団的自衛権容認論は現実的か」（同じ投稿者が慰安婦問題などの「いつまで開き直るつもりなのか」(5月18日)も投稿）
  - 9月25日「首相の『積極的平和』、見当違い」
  - 9月26日「戦争への道開く秘密保護法案」（同じ投稿者が「言論の自由こそが平和維持の道」(2008/12/4)、「改憲による自由侵害を恐れる」(2013/5/3)も投稿）
  - 10月3日「集団的自衛権、変更許されない」
  - 10月3日「『積極的平和主義』に違和感」（同じ投稿者が君が代伴奏の職務命令を合憲とした最高裁判決を批判する「君が代命令　初判断に疑義」(2007/3/5) も投稿）

### 靖国・歴史認識
- 2012年
  - 9月29日「元慰安婦の証言こそ証拠」（同じ投稿者が「朝鮮学校も無償化を」(2010/3/2)、「君が代で訓告は教員の誇り」(3/10)、「秘密法案で、知る権利細る」(2013/9/19)も投稿）
- 2013年
  - 3月12日「政府主催の主権回復の日 疑問」
  - 4月29日「『政治は結果』なら戦争の総括は」
  - 4月29日「議員は公私の別をわきまえよ」
  - 5月18日 「いつまで開き直るつもりなのか」（同じ投稿者が「集団的自衛権容認論は現実的か」(9月21日)も投稿）
  - 5月28日「韓国紙の不見識にあえて苦言」（要旨：韓国紙・中央日報が原爆投下を「神の懲罰」と表現したコラムを掲載したが、配慮に欠ける報道はいかがなものか。ただこの記載を引き出したのは、日本の政治家の靖国参拝、従軍慰安婦や侵略を巡る発言だ。彼らは過去の戦争の正当性を唱えて憲法9条の改定をもくろむ）
  - 7月9日「首相は侵略の歴史認識を語れ」
  - 8月22日「アジア無視の追悼式典は非礼」（要旨：フィリピン人は111万人が亡くなり…安倍首相の式辞にアジア諸国への反省と追悼の言葉がなかった…フィリピン人犠牲者の数を見ただけでも不適切である）
  - 8月22日「検定済教科書まで制限するな」（要旨：実教出版の高校日本史教科書に国旗・国歌について「一部自治体で公務員への強制の動きがある」との記述がそぐわないと、採択しないよう要請していることも重大問題ではないか）
  - 8月24日「哀悼の誠は全戦没者に捧げて」（要旨：安倍首相が「国のリーダーが国のために殉じた人に哀悼の誠を捧げるのは当然」と語った…これでは戦争の一面しか見ていないと言われても仕方ない）
  - 8月27日「思想教育の象徴を復活させるな」

### 2012年総選挙、2013年参院選挙
- 2012年11月2日「教育政策を転換する党に一票」（この10年の教育は、日の丸・君が代の強制が進んだり、全国学力テストが導入されたり、無意味な教員免許更新制が導入されたり、どれひとつとして成功していない）
- 同11月16日「ムードに乗った選択はすまい」（要旨：石原慎太郎氏の国政復帰表明以降、第3極の言葉を聞かない日はない…偏狭なナショナリズムや集団的自衛権、憲法改正などを煽っている）
- 同12月4日「沖縄の問題をはっきり語れ」（同じ投稿者が2週間後「日本社会の右傾化が恐ろしい」(12月8日)、「高市発言、見識のなさに呆れる」(2013年6月21日)も投稿）
- 2013年5月29日「若い人信じて参院選に臨む」（要旨：最近の政治家は領土問題でナショナリズムを煽り…日本の政治の右傾化が世界から懸念されている。96条改定は、軍隊を復活させ、戦争へ進むものだ）
- 同7月9日「ねじれ解消で生活は安定するか」
- 同7月12日｢『ねじれ』こそ民主主義の象徴」
- 同7月13日「子孫に責任もつ1票投じたい」（平和憲法を否定し、右傾化、軍国主義に走るような結果になれば…尖閣諸島問題が一触即発の様相を呈しつつある中、かつての日中全面戦争につながった盧溝橋事件のような事件を起こさない政府を出現させられるかは、一票にかかっている」
- 7月14日「ねじれ国会が本来の姿では」
- 7月19日「どうしても空しい今回の参院選 」（同じ投稿者が「レジームは戦前連想する」(2012年5月25日)、「戦争知らぬ世代が動かす日本」(5月18日)、「秘密保護法案に戦時中を連想」(9月21日)も投稿）
- 同7月23日「参院選 ねじれ解消 いつか来た道か」

### 安倍政権・アベノミクス
- 2012年
  - 9月13日「あきれた自民の浮かれぶり」（とりわけ元首相の安倍晋三氏にはあきれる。自ら政権を投げ出した人がどういうつもりで再登場しようというのか）
  - 10月2日「安倍氏の目指す日本 望まぬ」（安倍氏の目指す国軍を持ち、集団的自衛権を行使できる日本は望まない）
  - 10月5日「安倍新総裁の高揚感どこから」（現憲法下で長きにわたり平和が維持され、戦争による死者を一人も出さなかった実績を一切無視する改憲主張はいただけない）
  - 11月2日「安倍氏選ぶ自民党の劣化ぶり」
  - 12月18日「日本社会の右傾化が恐ろしい」（要旨：安倍晋三総裁の再登板で、極右的な主張まで身にまとってしまっている）（同じ投稿者がこの2週間前「沖縄の問題をはっきり語れ」(12月4日)も投稿）
- 2013年
  - 1月13日「アベノミクス 過ちを憂える」
  - 5月18日「戦争知らぬ世代が動かす日本」（同じ投稿者が「レジームは戦前連想する」(2012年5月25日)、「どうしても空しい今回の参院選」(7月19日)、「秘密保護法案に戦時中を連想」(9月21日)も投稿）
- 6月21日「高市発言、見識のなさに呆れる」（同じ投稿者が「沖縄の問題をはっきり語れ」(12月4日)、「日本社会の右傾化が恐ろしい」(12月18日)も投稿）
  - 8月29日「安倍首相は良心取り戻せ」（共産党系日本民主法律家協会所属弁護士の投稿）（要旨：「日本を取り戻す」それは戦前の富国強兵の日本のようである…憲法を根こそぎ変え、国家に国民を隷属させる国づくりを目論んでいるとしか思えない）

### 教育・教科書
- 2013年
  - 9月4日「現場信じて『戦前への道』防ぐ」（共産党系の全教主催シンポジウムに出席した元教員の投稿）

### 2020年東京五輪招致
東京五輪招致には反対、若しくは消極的な意見のみを掲載し続けている。産経新聞は「反対意見ばかり掲載 東京に五輪を呼びたいか」（2013年5月21日）で、2013年の朝日声に載った五輪招致関連の記事は、「すべては五輪招致に反対か、悲観する内容だった」として、「7割の賛同者はどこにいったのか」と書いた。
- 2012年
  - 「東京も五輪招致をやめるべき」（要旨：18年冬季五輪は韓国・平昌で開催される。連続してアジアで開催されることは常識的にありえない）（実際は1948年夏季冬季、52年夏季冬季、56年冬季、60年夏季、64年冬季、68年冬季、72年夏季と欧州で9回連続開催され、80年冬季と84夏季は米国連続開催で、88年冬季（カナダ）を含め北米で3回連続開催されている。92年夏季・冬季、94年冬季も欧州3回連続開催、2004年夏季、2006年冬季も欧州連続開催されている）

- 2013年
  - 「東京五輪は全額を寄付金で」（1月13日）
  - 「五輪開催トルコに譲っては」（1月14日）
  - 「五輪より原発事故の分析を」（1月16日）
  - 「夏の五輪より外国人に優しい国」（1月29日）
  - 「地震国トルコに五輪譲ろう」（1月31日）
  - 「東京五輪招致より復興支援」（2月1日）
  - 「東京五輪招致潔く辞退しては」（2月10日）
  - 「五輪の招致活動よく考えよう」(2月14日）
  - 「五輪招致阻む暴力指導に衝撃」（2月16日）
  - 「東京は五輪招致より地震対策を」（3月7日）
  - 「被災地を置き去りにするな」（4月1日）
  - 「五輪より大切な税金の使い方を」（4月09日）
  - 「都知事はもっと真摯な対応を」
  - 「危機管理意識に欠ける猪瀬知事」
  - 「五輪精神に反する知事失言」
  - 「五輪招致より国の立て直し」（7月4日）
  - 「理念なき五輪招致には反対」（8月30日）
  - 「メディア、五輪より汚染報道を」（9月5日）
  - 「汚染水、国会審議先送りは疑問」（9月6日）
  - 「五輪招致の向かい風は自責」（9月7日）
  - 「被災地を訪れ、驚きの連続」(9月19日、要旨：東京五輪に人、モノ、金がいってしまうことを恐れている)
  - 「おもてなしのポーズに違和感」（9月21日）
  - 「五輪は楽しみ、でも心配事も」（9月21日）
  - 「五輪の施設、埋め立て地は心配」(9月24日)
  - 「フェアな招致演説だったのか」(9月24日)
  - 「汚染水制御、簡単に言えるのか」(9月24日)

### 中央新幹線（リニア）
- 2011年7月27日「復興までリニア建設の凍結を」（同じ投稿者が「日本は竹島の領有権放棄を」(2012年11月1日)も投稿している）
- 2012年11月14日「リニア新幹線計画検証せよ」（同じ投稿者がかつて「米追随の総括 小泉氏よ語れ」を投稿している）
- 2013年9月21日「リニアを急ぐ必要あるのか」（約1月前に同じ投稿者の「隣国を思いやる度量見せる時」(8月7日)を掲載し、一部閣僚の靖国参拝や、サッカー東アジア杯日韓戦で韓国サポーターが「歴史を忘れる民族に未来はない」と横断幕を掲げたことに、日本サッカー協会や日本政府などが抗議したことを「自省がない」と批判している）

### その他
- 同11月15日「民主党 身を捨てても初志貫け」（要旨：尖閣諸島中国漁船衝突事件で中国人船長を釈放したことは、中国を刺激しないようにという大人の対応だったと評価する）
- 2013年8月2日「民主党の海江田氏は辞任を」（要旨：民主党に国民が不信感と失望感を持ったのは、尖閣を国有化して中国との関係を決定的に悪化させたからだ）
- 同8月20日「ネット情報だけに頼らないで」（要旨：私の友人で反韓、反中ブログを書く人が増えている。麻生失言でも「メディアは麻生に都合悪く解釈している」という言葉で溢れた。右翼化もうなずける。若い人はネットだけに頼らず、様々な新聞も読んで欲しい）